# Tecolotepec, Puebla
Tecolotepec är en ort i Mexiko.   Den ligger i kommunen San Sebastián Tlacotepec och delstaten Puebla, i den sydöstra delen av landet, 270 km sydost om huvudstaden Mexico City. Tecolotepec ligger 1 179 meter över havet och antalet invånare är 329.
Terrängen runt Tecolotepec är mycket bergig, och sluttar österut. Runt Tecolotepec är det ganska tätbefolkat, med 120 invånare per kvadratkilometer. Närmaste större samhälle är Huautla de Jiménez, 16,2 km söder om Tecolotepec. I omgivningarna runt Tecolotepec växer i huvudsak städsegrön lövskog.